# Крівіц (Вісконсин)
Крівіц (англ. Crivitz) — селище (англ. village) в США, в окрузі Марінетт штату Вісконсин. Населення — 1093 особи (2020).

## Географія
Крівіц розташований за координатами 45°14′2″ пн. ш. 88°0′25″ зх. д. / 45.23389° пн. ш. 88.00694° зх. д. (45.233959, -88.006960).  За даними Бюро перепису населення США в 2010 році селище мало площу 4,26 км², з яких 4,12 км² — суходіл та 0,14 км² — водойми.

## Демографія
Згідно з переписом 2010 року, у селищі мешкали 984 особи в 452 домогосподарствах у складі 235 родин. Густота населення становила 231 особа/км².  Було 533 помешкання (125/км²).
Расовий склад населення:
| - 97,4 % — білих - 0,8 % — корінних американців - 0,3 % — чорних або афроамериканців |

До двох чи більше рас належало 1,5 %. Частка іспаномовних становила 0,8 % від усіх жителів.
За віковим діапазоном населення розподілялося таким чином: 18,9 % — особи молодші 18 років, 50,9 % — особи у віці 18—64 років, 30,2 % — особи у віці 65 років та старші. Медіана віку мешканця становила 49,0 року. На 100 осіб жіночої статі у селищі припадало 86,0 чоловіків;  на 100 жінок у віці від 18 років та старших — 77,3 чоловіків також старших 18 років.
Середній дохід на одне домашнє господарство  становив 46 594 долари США (медіана — 38 698), а середній дохід на одну сім'ю — 53 903 долари (медіана — 48 750). Медіана доходів становила 45 000 доларів для чоловіків та 39 211 долар для жінок. За межею бідності перебувало 17,7 % осіб, у тому числі 27,4 % дітей у віці до 18 років та 7,5 % осіб у віці 65 років та старших.
Цивільне працевлаштоване населення становило 462 особи. Основні галузі зайнятості: виробництво — 25,1 %, освіта, охорона здоров'я та соціальна допомога — 13,6 %, будівництво — 13,2 %.